# Iván Fundora Zaldívar
Iván Fundora Zaldívar (Cuba, 14 de abril de 1976) es un deportista cubano especialista en lucha libre olímpica donde llegó a ser medallista de bronce olímpico en Atenas 2004.

## Carrera deportiva
En los Juegos Olímpicos de 2004 celebrados en Atenas ganó la medalla de bronce en lucha libre olímpica de pesos de hasta 74 kg, tras el luchador ruso Buvaisar Saitiev (oro) y el kazajo Gennadiy Laliyev (plata).